# Aire urbaine de Guéret
L'aire urbaine de Guéret est une aire urbaine française centrée sur l'unité urbaine de Guéret, dans la Creuse. Composée de 32 communes, elle comptait 31 499 habitants en 2013.

## Composition
Elle est composée des communes suivantes :
| Nom                        | Code Insee | Statut | Superficie (km2) | Population (dernière pop. légale) | Densité (hab./km2) |
| -------------------------- | ---------- | ------ | ---------------- | --------------------------------- | ------------------ |
| Ajain                      | 23002      |        | 33,14            | 1 028 (2022)                      | 31                 |
| Anzême                     | 23004      |        | 29,5             | 549 (2022)                        | 19                 |
| La Brionne                 | 23033      |        | 7,08             | 452 (2022)                        | 64                 |
| Bussière-Dunoise           | 23036      |        | 41,13            | 1 045 (2022)                      | 25                 |
| Champsanglard              | 23049      |        | 13,64            | 255 (2022)                        | 19                 |
| La Chapelle-Taillefert     | 23052      |        | 14,11            | 444 (2022)                        | 31                 |
| Fleurat                    | 23082      |        | 12,3             | 307 (2022)                        | 25                 |
| Gartempe                   | 23088      |        | 9,49             | 113 (2022)                        | 12                 |
| Glénic                     | 23092      |        | 27,6             | 644 (2022)                        | 23                 |
| Guéret                     | 23096      |        | 26,21            | 12 814 (2022)                     | 489                |
| Jouillat                   | 23101      |        | 22,44            | 383 (2022)                        | 17                 |
| Lépinas                    | 23107      |        | 14,8             | 136 (2022)                        | 9,2                |
| Maisonnisses               | 23118      |        | 11,12            | 175 (2022)                        | 16                 |
| Mazeirat                   | 23128      |        | 7,8              | 123 (2022)                        | 16                 |
| Montaigut-le-Blanc         | 23132      |        | 17,23            | 372 (2022)                        | 22                 |
| Peyrabout                  | 23150      |        | 8,91             | 151 (2022)                        | 17                 |
| Pionnat                    | 23154      |        | 41,77            | 715 (2022)                        | 17                 |
| Saint-Christophe           | 23186      |        | 7,79             | 150 (2022)                        | 19                 |
| Saint-Éloi                 | 23191      |        | 15,6             | 176 (2022)                        | 11                 |
| Sainte-Feyre               | 23193      |        | 29,99            | 2 531 (2022)                      | 84                 |
| Saint-Fiel                 | 23195      |        | 16,72            | 1 079 (2022)                      | 65                 |
| Saint-Hilaire-la-Plaine    | 23201      |        | 11,06            | 211 (2022)                        | 19                 |
| Saint-Laurent              | 23206      |        | 12,93            | 678 (2022)                        | 52                 |
| Saint-Léger-le-Guérétois   | 23208      |        | 13,98            | 398 (2022)                        | 28                 |
| Saint-Silvain-Montaigut    | 23242      |        | 9,55             | 193 (2022)                        | 20                 |
| Saint-Sulpice-le-Guérétois | 23245      |        | 36,18            | 1 901 (2022)                      | 53                 |
| Saint-Vaury                | 23247      |        | 46,5             | 1 729 (2022)                      | 37                 |
| Saint-Victor-en-Marche     | 23248      |        | 16,62            | 348 (2022)                        | 21                 |
| Saint-Yrieix-les-Bois      | 23250      |        | 15,7             | 281 (2022)                        | 18                 |
| Sardent                    | 23168      |        | 41,11            | 758 (2022)                        | 18                 |
| La Saunière                | 23169      |        | 7,5              | 659 (2022)                        | 88                 |
| Savennes                   | 23170      |        | 6,93             | 209 (2022)                        | 30                 |

## Évolution démographique
| 1968   | 1975   | 1982   | 1990   | 1999   | 2007   | 2012   | 2017   |
| ------ | ------ | ------ | ------ | ------ | ------ | ------ | ------ |
| 30 568 | 31 217 | 32 801 | 32 205 | 31 575 | 32 230 | 32 518 | 31 708 |

## Zonage de 1999
D'après la définition qu'en donne l'INSEE, l'aire urbaine de Guéret est composée de 28 communes, situées dans la Creuse. Ses 28 095 habitants font d'elle la 206e aire urbaine de France.
Une seule commune de l'aire urbaine est un pôle urbain.
Le tableau suivant détaille la répartition de l'aire urbaine sur le département (les pourcentages s'entendent en proportion du département) :
| Département | Communes | Communes (%) | Superficie (km²) | Superficie (%) | Population (1999) | Population (%) |
| ----------- | -------- | ------------ | ---------------- | -------------- | ----------------- | -------------- |
| Creuse      | 28       | 10,8         | 528,78           | 9,5            | 28 095            | 22,6           |